# Fotoplatte

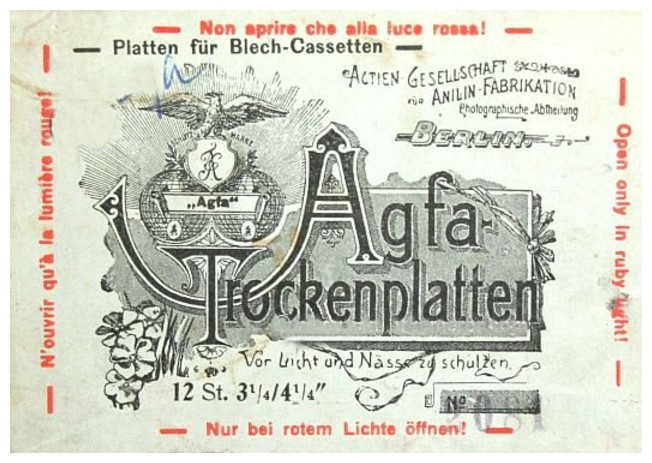
Verpackung für AGFA-Trockenplatten, um 1880

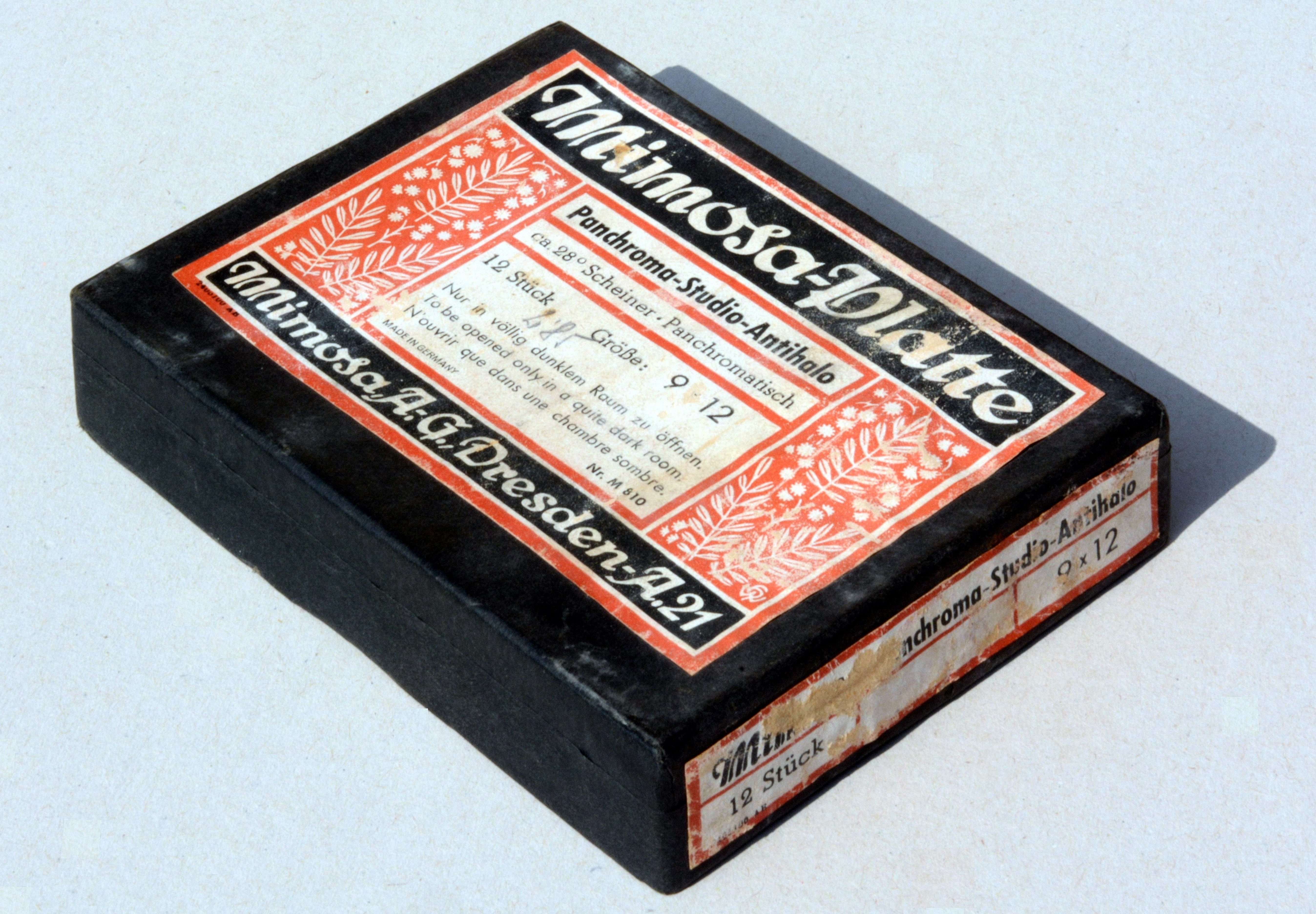
Mimosa Panchroma-Studio-Antihalo, Panchromatische 9 × 12-cm-Foto-Glasplatten, Mimosa A.-G. Dresden

Als Fotoplatte bezeichnet man eine mit einer Fotoemulsion beschichtete Platte aus Metall oder Glas. Beispiele für Metallplattenverfahren sind die Heliografie nach Niépce, die Daguerreotypie sowie die Heliogravüre.

## Geschichte und Entwicklung

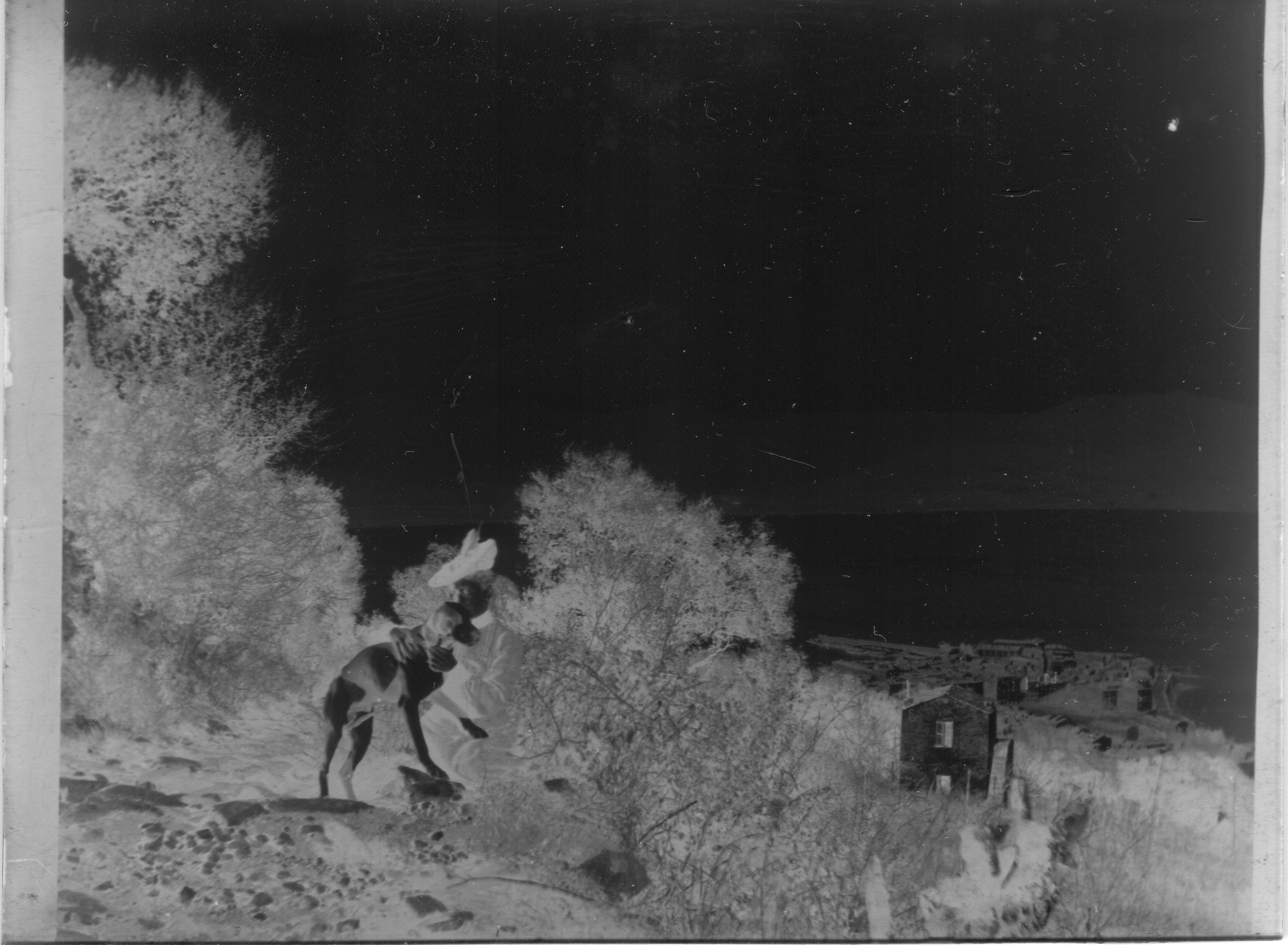
Negativplatte

Glas war das erste verfügbare Trägermaterial für Fotoemulsionen. Erst mit der Erfindung des Zelluloids wurde die Herstellung von fotografischen Filmen möglich. Filme sind leichter und lassen sich, z. B. als Rollfilm, wesentlich besser handhaben als Fotoplatten. Außerdem ist die Bruchgefahr von Fotoplatten nicht zu vernachlässigen. So wurde die Fotoplatte fast von allen Gebieten der Fotografie verdrängt.
Nur dort, wo die Vorteile der Fotoplatte, nämlich Formstabilität, Ebenheit und Widerstandsfähigkeit gegen Umwelteinflüsse von besonderer Bedeutung sind, wurde sie auch weiterhin genutzt, zum Beispiel in hochpräzisen Spezialkameras für photogrammetrische und astronomische Aufnahmen.
Verfahren zur Herstellung fotografischer Platten waren unter anderem die Heliografie, die Daguerreotypie, die Kollodium-Nassplatte und die Gelatine-Trockenplatte.
Typisch für Plattenkameras sind Plattenformate von etwa 5 × 7 cm bis etwa 24 × 30 cm, für besondere Zwecke auch größer. Belichtet werden auch die transparenten Platten aus 1 bis 2 mm starkem Klarglas mit der Schichtseite hingewandt zur abbildenden Optik (Loch, Linse oder Linsensystem). Um Höfe um die „Lichter“ des Motivs zu reduzieren, kann die Schicht aus Gelatine selbst lichtabsorbierend eingefärbt sein.
Positiv-Papierbilder entstehen dann typisch per Kontaktabzug, also Plattennegativ – mit der Schichtseite – eben auf Fotopapier gelegt und von oben mit einer Lampe belichtet.

## Astrofotografie
In der Astrofotografie ermöglichen es Fotoplatten, Aufnahmen größerer Felder des Sternhimmels exakt und ökonomisch auszumessen. Über eines der weltweit größten Fotoplatten-Archive verfügt die von Cuno Hoffmeister gegründete Sternwarte in Sonneberg, Thüringen. Im Rahmen des Sonneberger Felderplans wurden bisher mehr als 11.000 veränderliche Sterne auf Fotoplatten entdeckt. Durch die Verfügbarkeit immer größerer CCD-Sensoren verlieren Fotoplatten in der Astronomie allerdings an Bedeutung.
Auch als Detektoren in Massenspektrometern wurden sie benutzt. Dort detektierten sie allerdings keine Photonen, sondern Ionen. Bei dieser Anwendung wurden sie bereits von anderen Detektoren wie Sekundärelektronenvervielfacher und Faraday-Becher verdrängt.

## Bildbeispiel

Fotoplatte, 9x12 cm, die den Djurgårdsbrunnskanalen in Stockholm im Winter 1905 zeigt
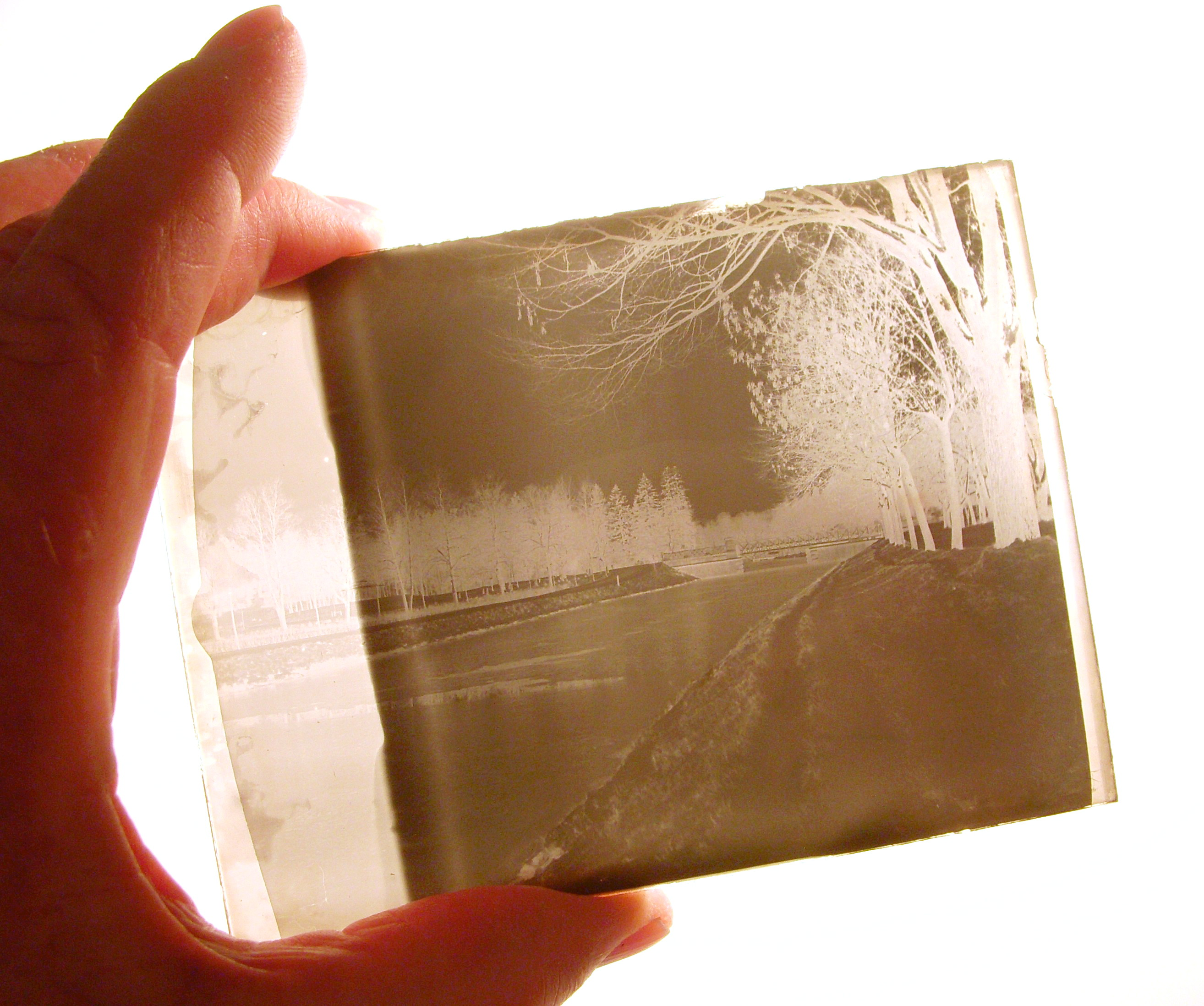
Bild der Fotoplatte mit Negativbild, links nur unvollständig entwickelt
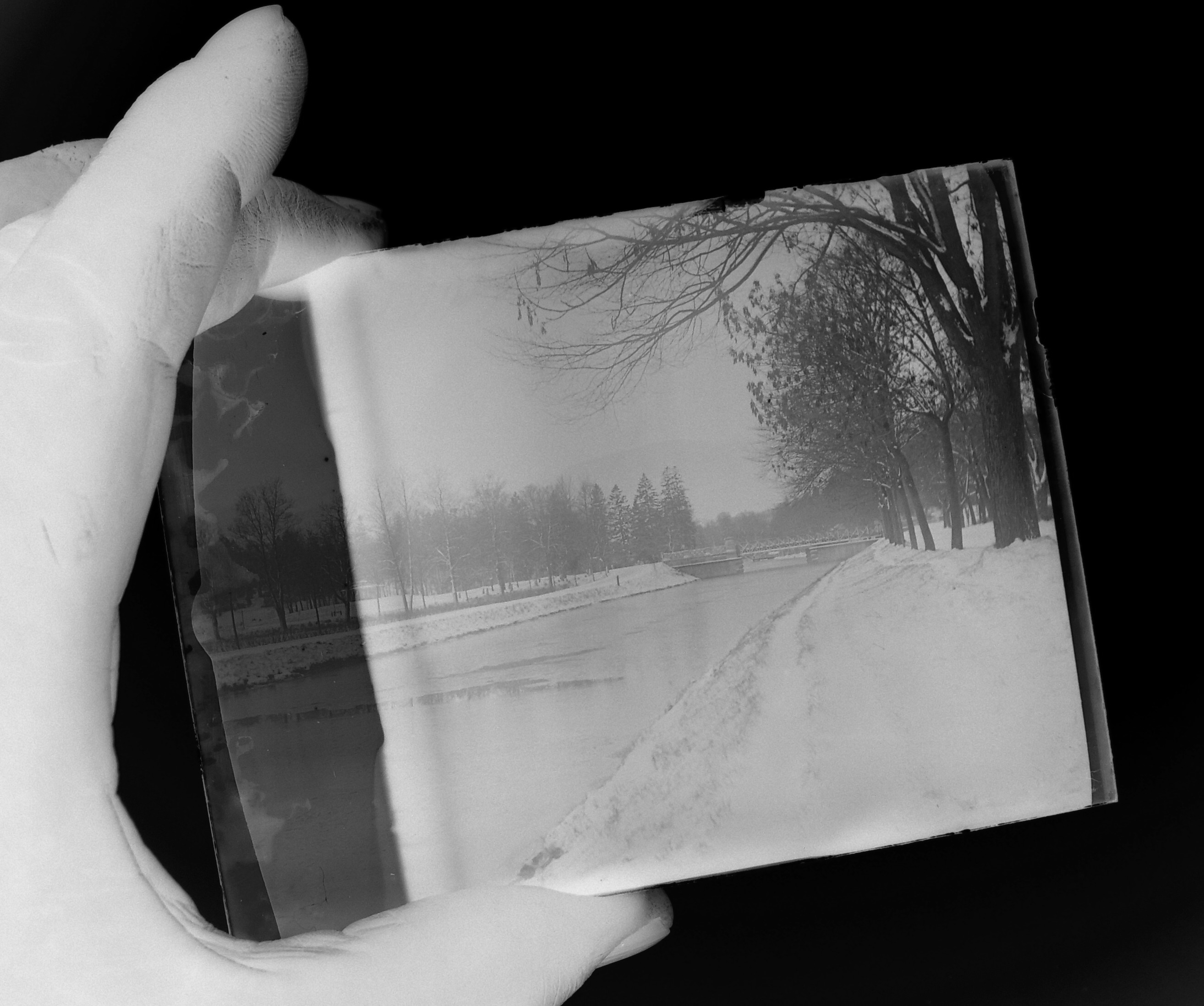
Negativbild desselben Bilds der Fotoplatte, ein Positivbild erzeugend
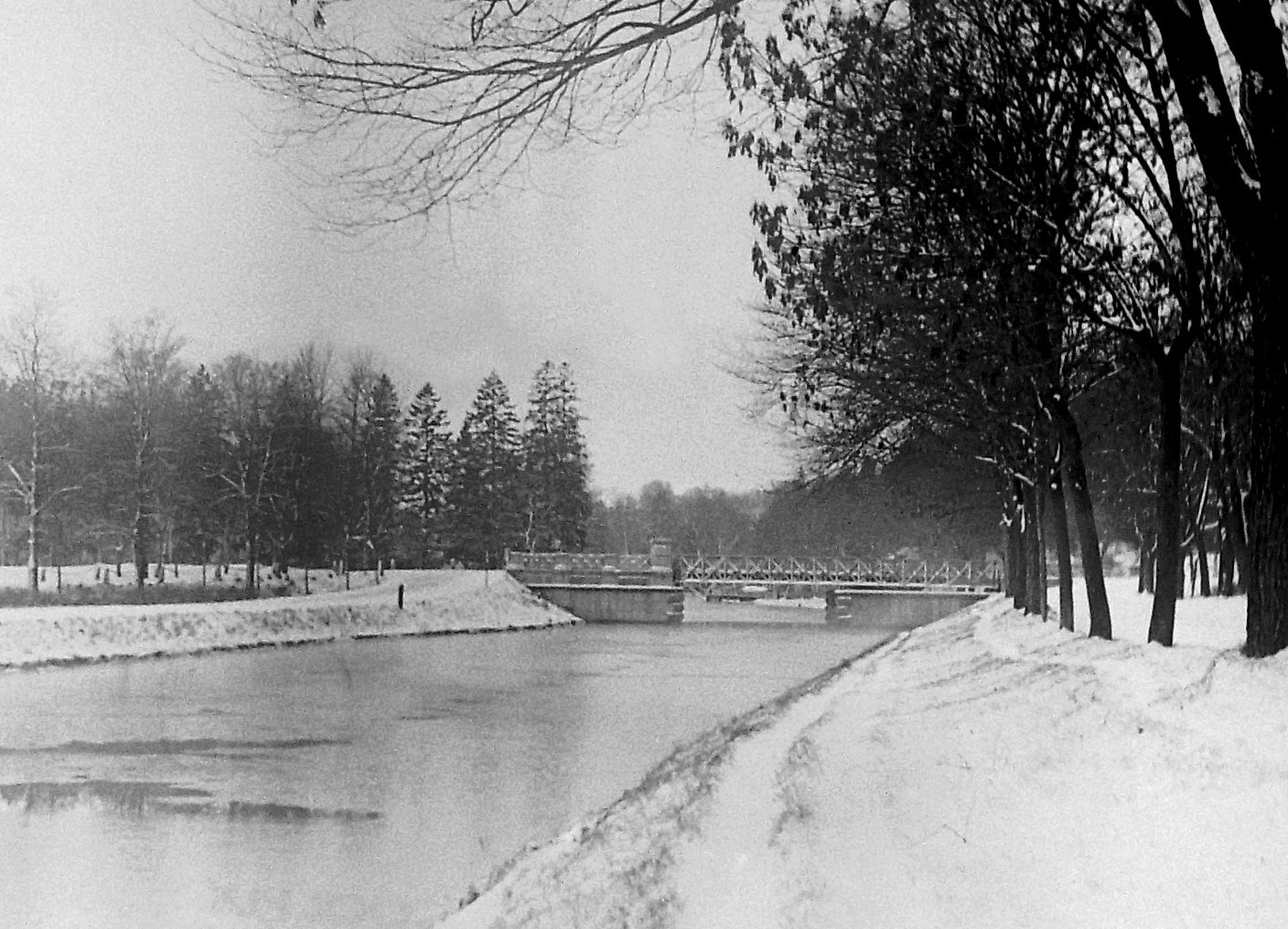
Motiv – beschnitten und bearbeitet